# Sébastien de Brossard

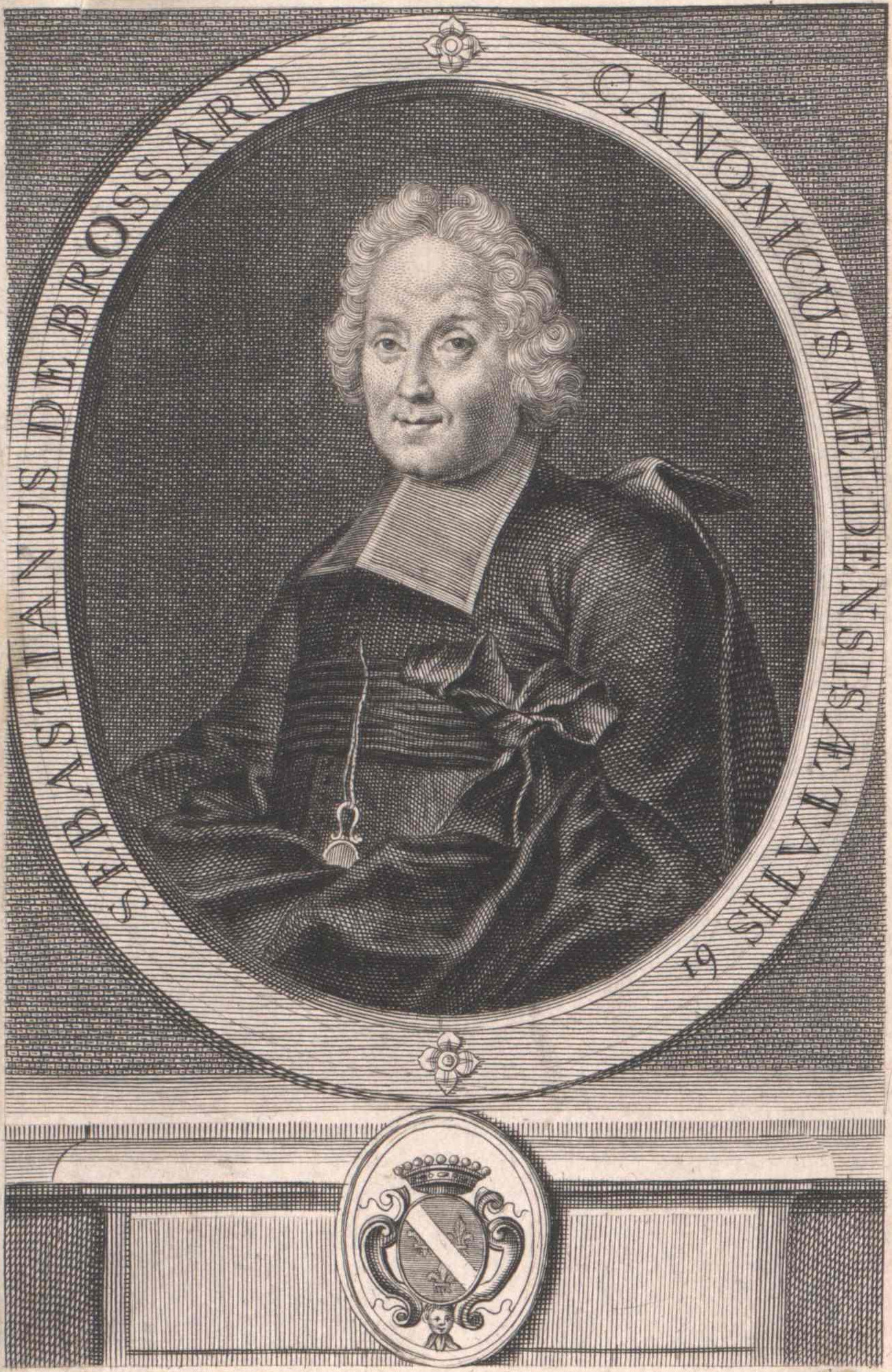
Sébastien de Brossard

Sébastien de Brossard (* 12. September 1655 in Dompierre (Orne); † 10. August 1730 in Meaux) war ein französischer Komponist, Musikpädagoge, Sammler und Musikschriftsteller.

## Leben
De Brossard wirkte ab 1687 als Kaplan und ab 1689 als Kapellmeister am Straßburger Münster. Er konnte von den Erben des Geistlichen Franz Rost (vor 1640–1688) eine Sammlung von Kompositionen des 17. Jahrhunderts übernehmen, die einen wichtigen Bestandteil der Sammlung ausmachen und unter dem Namen „Codex Rost“ bekannt wurden. In dieser Sammlung sind, ähnlich wie in der Dübensammlung, einige heute einzig erhaltene Abschriften von Werken deutscher und italienischer Komponisten zu finden.
Brossard zog nach Paris, war aber enttäuscht keinen Posten an der Sainte-Chapelle zu erhalten, dem Ort, wo diejenigen verkehrten, die er für die größten Musiker Frankreichs hielt und denen er am meisten verdankte. So zog er sich nach Meaux zurück, wo er als Nachfolger von Pierre Tabart zwischen 1698 und 1709 Musikdirektor an der Kathedrale war. Seine Bibliothek vermachte er 1724 gegen eine Pension Ludwig XV. Sie bildet heute den Grundbestand des Fonds de musique ancienne der Bibliothèque nationale de France.

## Werke
Brossard komponierte zahlreiche Motetten (grands motets und petits motets), Kantaten, Oratorien, Trauermusiken, Arien (Airs). Seine Instrumentalkompositionen umfassen Violinsonaten, Triosonaten und Orchesterwerke. Als Schriftsteller schuf er je einen Band mit französischer und mit italienischer Poesie, außerdem verfasste er liturgische Texte.
- Ein Musiklexikon Dictionnaire de musique (1703, 6 Auflagen; Reprint: Frits Knuf/Hilversum 1965) Digitalisat